# Enskär, Nagu
För andra betydelser, se Enskär.
Enskär är en ö i Nagu, Finland.  Den ligger i Pargas stad i landskapet Egentliga Finland. Ön ligger omkring 7 kilometer norr om Skäriråsen, omkring 35 kilometer söder om Nagu kyrka,  68 kilometer söder om Åbo och 180 km väster om Helsingfors. Närmaste allmänna förbindelse är förbindelsebryggan vid Sandholm som trafikeras av M/S Nordep.